# Верона (Міссісіпі)
Верона (англ. Verona) — місто (англ. city) в США, в окрузі Лі штату Міссісіпі. Населення — 2792 особи (2020).

## Географія
Верона розташована за координатами 34°11′25″ пн. ш. 88°43′22″ зх. д. / 34.19028° пн. ш. 88.72278° зх. д. (34.190327, -88.722844).  За даними Бюро перепису населення США в 2010 році місто мало площу 9,72 км², з яких 9,63 км² — суходіл та 0,09 км² — водойми.

## Демографія
Згідно з переписом 2010 року, у місті мешкало 3006 осіб у 1114 домогосподарствах у складі 753 родин. Густота населення становила 309 осіб/км².  Було 1305 помешкань (134/км²).
Расовий склад населення:
| - 70,0 % — чорних або афроамериканців - 24,6 % — білих - 0,3 % — азіатів - 0,2 % — корінних американців - 3,3 % — осіб інших рас |

До двох чи більше рас належало 1,6 %. Частка іспаномовних становила 4,6 % від усіх жителів.
За віковим діапазоном населення розподілялося таким чином: 29,0 % — особи молодші 18 років, 60,4 % — особи у віці 18—64 років, 10,6 % — особи у віці 65 років та старші. Медіана віку мешканця становила 31,3 року. На 100 осіб жіночої статі у місті припадало 90,5 чоловіків;  на 100 жінок у віці від 18 років та старших — 82,3 чоловіків також старших 18 років.
Середній дохід на одне домашнє господарство  становив 29 405 доларів США (медіана — 24 951), а середній дохід на одну сім'ю — 37 600 доларів (медіана — 32 500). За межею бідності перебувало 32,9 % осіб, у тому числі 37,8 % дітей у віці до 18 років та 26,9 % осіб у віці 65 років та старших.
Цивільне працевлаштоване населення становило 1190 осіб. Основні галузі зайнятості: виробництво — 51,6 %, мистецтво, розваги та відпочинок — 13,8 %, освіта, охорона здоров'я та соціальна допомога — 12,0 %, роздрібна торгівля — 10,9 %.